# Bahía de Suruga
La bahía de Suruga (駿河湾, Suruga-wan?) es una bahía de Japón en aguas del océano Pacífico localizado en la parte central de la costa meridional de la gran isla de Honshū. Se encuentra en la prefectura de Shizuoka, al sur del monte Fuji y al oeste de la península de Izu. Los principales ríos que desembocan en la bahía son el Abe, Fuji, Kano y Ōi.
Se formó por subducción tectónica de la placa filipina y la placa euroasiática en la fosa de Suruga, lo que la convierte en una fuente de considerable actividad sísmica y le da a la bahía una profundidad extrema.